# Deux poèmes chinois, op. 35 (Roussel)
Pour les articles homonymes, voir Deux poèmes chinois.
Deux poèmes chinois, op. 35, est un ensemble de mélodies pour chant et piano d'Albert Roussel composé en 1927.

## Présentation

### Textes
Les textes des mélodies sont dus à Henri-Pierre Roché, d'après une traduction anglaise d'Herbert Allen Giles de poésies chinoises parues dans Chinese Poetry in English Verse (Londres, Quaritch, 1898, réédité en 1902). Le premier poème est de Li-Ho, le second de Chang-Chi.
Les adaptations en français sont parues de 1905 à 1907 dans la revue Vers et prose dirigée par Paul Fort et André Salmon.

### Mélodies
Albert Roussel compose ses Deux poèmes chinois en mai et juin 1927, :
1. « Des fleurs font une broderie… » — Allegro ( = 132) de 90 mesures à 
 — dédié à Pierre Bernac ;
2. « Réponse d'une épouse sage » — Andantino ( = 92) de 62 mesures à 
 — dédié à Marcelle Gerar.

La partition est publiée par Durand en 1927.
La durée moyenne d'exécution de l'ensemble est de quatre minutes trente environ.

### Orchestrations
Albert Roussel orchestre la Réponse d'une épouse sage, qui est créée dans cette version par Claire Croiza et l'Orchestre symphonique de Paris le 9 décembre 1928.
Des fleurs font une broderie… est orchestré par Henri Dutilleux en 1942.

## Création
Les Deux poèmes chinois ont connu deux créations séparées, par leurs dédicataires :
- Des fleurs font une broderie, le 5 juillet 1928 à Fontainebleau, au Conservatoire américain ;
- Réponse d'une épouse sage, le 23 mai 1927 à Paris, salle des Agriculteurs, avec Maurice Ravel au piano[5].

## Analyse
Les Deux poèmes chinois, op. 35 empruntent au même fonds, et sont « ciselés avec autant d'art » que les Deux poèmes chinois, op. 12.

### Des fleurs font une broderie
Le premier poème, Des fleurs font une broderie…, évoque un jeune homme qui, « dans la vigueur de ses vingt ans, [...] contemple une nature que n'éclaire pas encore l'amour de celle qu'il attend ». La déclamation est simplifiée, « jusqu'à l'interrogation finale — « Va-t-elle me donner l'épingle de ses cheveux ? » —, plus chromatique », et l'accompagnement du piano est « impétueux » avant de « se [faire] plus fluide pour conclure, décomposé ».
Pour Gilles Cantagrel, « sans orientalisme facile, la modalité confère un caractère étrange à cette saynète venue d'un lointain ailleurs ».

### Réponse d'une épouse sage
Dans le deuxième poème, Réponse d'une épouse sage, une « jeune femme vertueuse se doit d'éconduire le mandarin qui cherche à la séduire et qu'elle aurait pu aimer ».
Gilles Cantagrel souligne la « justesse absolue de l'expression » dans la mélodie, avec sa « ligne vocale d'une plasticité parfaite, allongée sur les mots-clés, retombant en une sensuelle vocalise, cédant par moments au parlando ». Le musicologue met en exergue les moyens musicaux déployés par le compositeur, en particulier l'emprunt aux modes karnatiques de l'Inde et la touche de bimodalité de l'écriture. Aux dissonances provoquées, « le balancement rythmique régulier ajoute son délicat vertige », et à la fin de l’œuvre, « la phrase finale, « pour ne pas t'avoir connu plus tôt », ramène le motif initial pour clore ce paysage intime sur un désespoir inavoué ».
Damien Top note que l’œuvre « tire son étrangeté sonore du mode hindou Nettimatti (transposé sur mi, soit : mi, fa , sol, la , si, do , ré ) que Roussel avait déjà utilisé dans l'air du brahmane de son opéra-ballet Padmâvatî ».

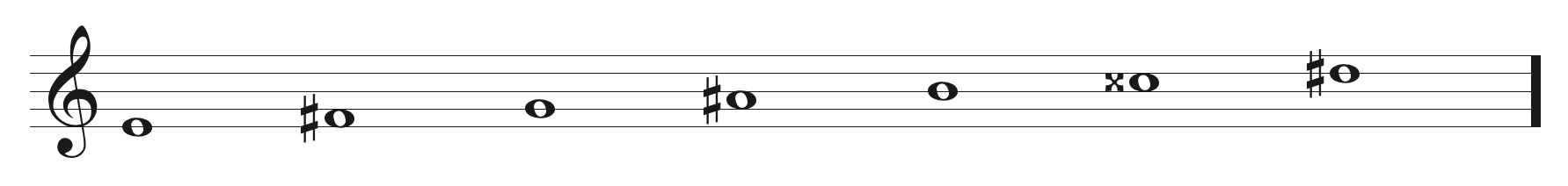
Mode hindou utilisé dans Réponse d'une épouse sage.

## Postérité
Les mélodies portent le numéro d'opus 35 et, dans le catalogue des œuvres du compositeur établi par la musicologue Nicole Labelle, le numéro L 43.
La réputation de la Réponse d'une épouse sage « ne s'est jamais démentie. Dans ces pages raréfiées, le musicien fait tenir un monde ; la réticence du texte, alliée à l'économie de la matière sonore, n'en a que plus de force » selon Guy Sacre. 
Un avis partagé par Gilles Cantagrel, qui considère que Réponse d'une épouse sage « est sans doute le chef-d’œuvre mélodique de Roussel ».

## Discographie

### Chant et piano
- Albert Roussel : les mélodies (intégrale) — Marie Devellereau (soprano), Yann Beuron (ténor), Laurent Naouri (baryton), Billy Eidi (piano), Timpani 2C2064 (2001)
- Albert Roussel Edition (CD 9) — Mady Mesplé (soprano), Dalton Baldwin (piano), Erato 0190295489168 (2019)[13]

### Chant et orchestre
- Albert Roussel : Bacchus et Ariane, mélodies — Véronique Gens (soprano), François Le Roux (baryton), Orchestre national d'Île-de-France dirigé par Jacques Mercier, RCA 74321 606312 (1998)

### Ouvrages généraux
- Gilles Cantagrel, « Albert Roussel », dans Brigitte François-Sappey et Gilles Cantagrel (dir.), Guide de la mélodie et du lied, Paris, Fayard, coll. « Les Indispensables de la musique », 1994, 916 p. (ISBN 2-213-59210-1), p. 571-577.

### Monographies
- Nicole Labelle, Catalogue raisonné de l'œuvre d'Albert Roussel, Louvain-la-Neuve, Département d'archéologie et d'histoire de l'art, Collège Érasme, coll. « Publications d'histoire de l'art et d'archéologie de l'Université catholique de Louvain » (no 78), 1992, 159 p..
- Raphaëlle Legrand, « Catalogue des œuvres », dans École normale de musique de Paris, Jean Austin (dir.), Albert Roussel, Paris, Actes Sud, 1987, 125 p. (ISBN 2-86943-102-3), p. 46–95.
- Damien Top, Albert Roussel : Un marin musicien, Biarritz, Séguier, coll. « Carré Musique », 2000, 170 p. (ISBN 2-84049-194-X).
- Damien Top, Albert Roussel, Paris, Bleu nuit éditeur, coll. « Horizons » (no 53), 2016, 176 p. (ISBN 978-2-35884-062-0).